# 구제물포구락부
제물포구락부(濟物浦俱樂部)는 인천광역시 중구 송학동에 있는 건물이다. 1901년 인천에 거주하던 외국인의 사교장으로 지어졌으며 이후 여러 용도로 사용되었다. 인천광역시의 유형문화재 제17호이다. 2007년에 리모델링을 거쳐 박물관으로 운영되었으며 2019년 12월 인천시의 문화재활용정책 1호사업으로 추진되어 2020년 6월 현재는 문화재형 예비사회적기업 카툰캠퍼스가 미래세대를 위한 복합문화공간, 자주적 개항의 상징적인 서사 공간으로써의 가치재생을 위한 다양한 사업들을 전개하고 있다.

## 역사

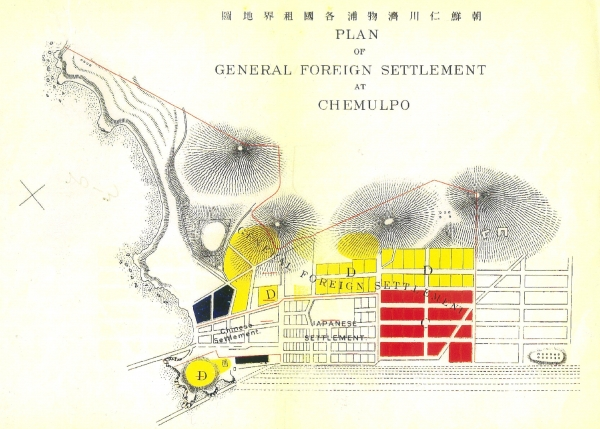
제물포 조계지의 도시 계획. 노란색 영역이 각국조계이다.

제물포는 1876년 강화도 조약에 의해 개항되었다. 개항 당시 제물포의 무역은 일본이 독점하고 있었다. 그러나 1882년 조선은 미국, 청나라 등과 수호조약을 맺고 이들에게도 제물포의 무역을 허용하였다. 이후 1883년부터 1884년 사이 각종 조계 조약을 맺었다. 일본과는 인천구조계조약(仁川口租界條約)을, 청나라와는 인천구화상지계장정(仁川口華商地界章程)을 그리고 다른 여러 나라에 대해서는 인천제물포각국조계장정(仁川濟物浦各國租界章程)을 통하여 조계 설치의 근거를 마련하였다. 제물포 조계지는 조선 최초의 근대적인 계획 도시 가운데 하나로 정비되었다.
조계 조약이 체결된 이후 각국 조계에는 여러 나라에서 온 외국인들이 거주하게 되었다. 이들 거주민들은 공동의 이익을 위해 자치기구인 신동공사(紳董公司·Municipal Council)를 세웠고 이 기구에서 사교를 목적으로 클럽을 하나 짓기로 합의하였다. 클럽의 이름 제물포구락부에서 구락부는 영어 클럽(club)의 일본식 발음을 한자로 차용한데서 붙여진 명칭이다.
인천의 일본, 청나라, 서양 각국 사람들이 서로 의논하여 지난 메이지 24년(1891) 8월에 구락부 하나를 열고 제물구락부라 불렀다. 구락부는 인천항의 산수(山手)에 있는데 인천소학교 옆에 서양풍으로 색칠한 건물이다. 이곳에는 문화적인 오락기구가 제대로 갖추어져 있어 인천 신사들의 유일한 오락장소로 손색이 없다. 회원은 서양인 6명, 중국인 4명, 일본인이 24명이다. — 《인천사정》(1892년)

각국조계는 약 14만 평으로 제물포구락부가 문을 열 당시 제물포 개항장 인구 총 17,507명 가운데 서양인들은 75명에 지나지 않았다. 그러나 이들은 대개 외교관이나 세관 직원, 통역사, 선교사, 상인 등으로 영향력이 큰 유력 인사들이었다. 제물포구락부는 양철 지붕을 덮은 벽돌식 2층 건물로 러시아 건축가 아파나시 세레딘사바틴이 설계하여 1901년 6월 22일에 문을 열었다. 내부에 바와 테이블 등을 갖춘 사교실, 도서실, 당구대 등이 있었고 실외에는 테니스 코트가 있었다. 제물포구락부의 개장식엔 호러스 뉴턴 알렌의 부인 프랜치스 앤 알랜이 은열쇠로 문을 열었고, 영국 공사 허버트 고페가 연설하였다.
1914년 조선총독부는 지방행정구역을 개편하면서 기존의 모든 조계들을 철폐하였다. 인천의 조계들은 모두 인천부(仁川府)에 편입되었다. 조계가 철폐되자 상당수의 외국인이 떠났고 제물포구락부는 정방각(精芳閣)이라는 이름으로 일본재향군인연합회의 사무실이 되었다가 다시 1934년부터는 일본부인회가 사용하였다.
1945년 광복 이후에는 미군 장교클럽으로도 사용되었고 한국 전쟁 초기 인민군이 점령하였을 때에는 대대본부로 사용하기도 하였다. 오랜 세월 여러 차례 건물 용도가 바뀌다 보니 내부 구조 역시 바뀌었다. 1950년대의 사진에는 출입구가 건물의 정면과 우측에 보이지만 현재의 출입구는 좌측에 있다.
1946년 4월 1일 제물포구락부는 인천시립박물관으로 재개장하였다. 1950년 9월 15일 인천 상륙작전 와중에 포격을 맞아 건물의 상당수가 불탔다. 1953년 전쟁 후 다시 박물관이 개장되었으나 유물 파손이 심해 시립박물관으로서의 기능을 다 회복하지는 못하였다. 1990년 인천시립박물과이 현 위치로 이전한 뒤 한 동안 자료실로 운영되었다.
2007년 6월에 리모델링을 거쳐 외국인 사교와 인천의 개항을 이야기로 풀어나가는 스토리텔링 박물관으로 활용되었으며, 2019년 12월 인천시의 문화재활용정책 1호사업으로 추진되어 2020년 6월 현재는 문화재형 예비사회적기업 카툰캠퍼스가 미래세대를 위한 복합문화공간, 자주적 개항의 상징적인 서사 공간으로써의 가치재생을 위한 다양한 사업들을 전개하고 있다.
2020년 8월 16일, 공개하지 않던 1층의 석벽 공간을 전시장과 음악감상실로 꾸며 일반에 공개하였다.

## 사진

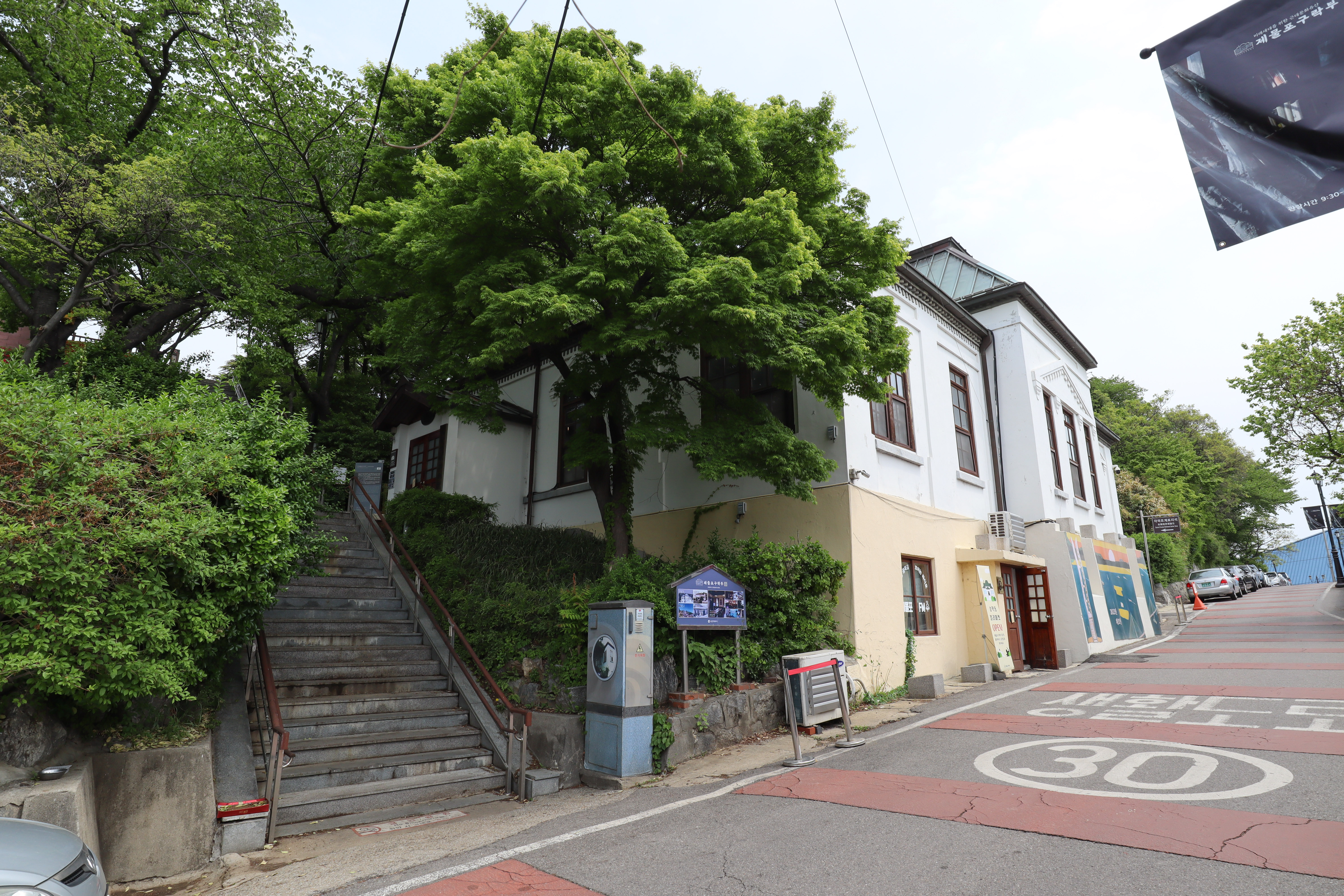
외관
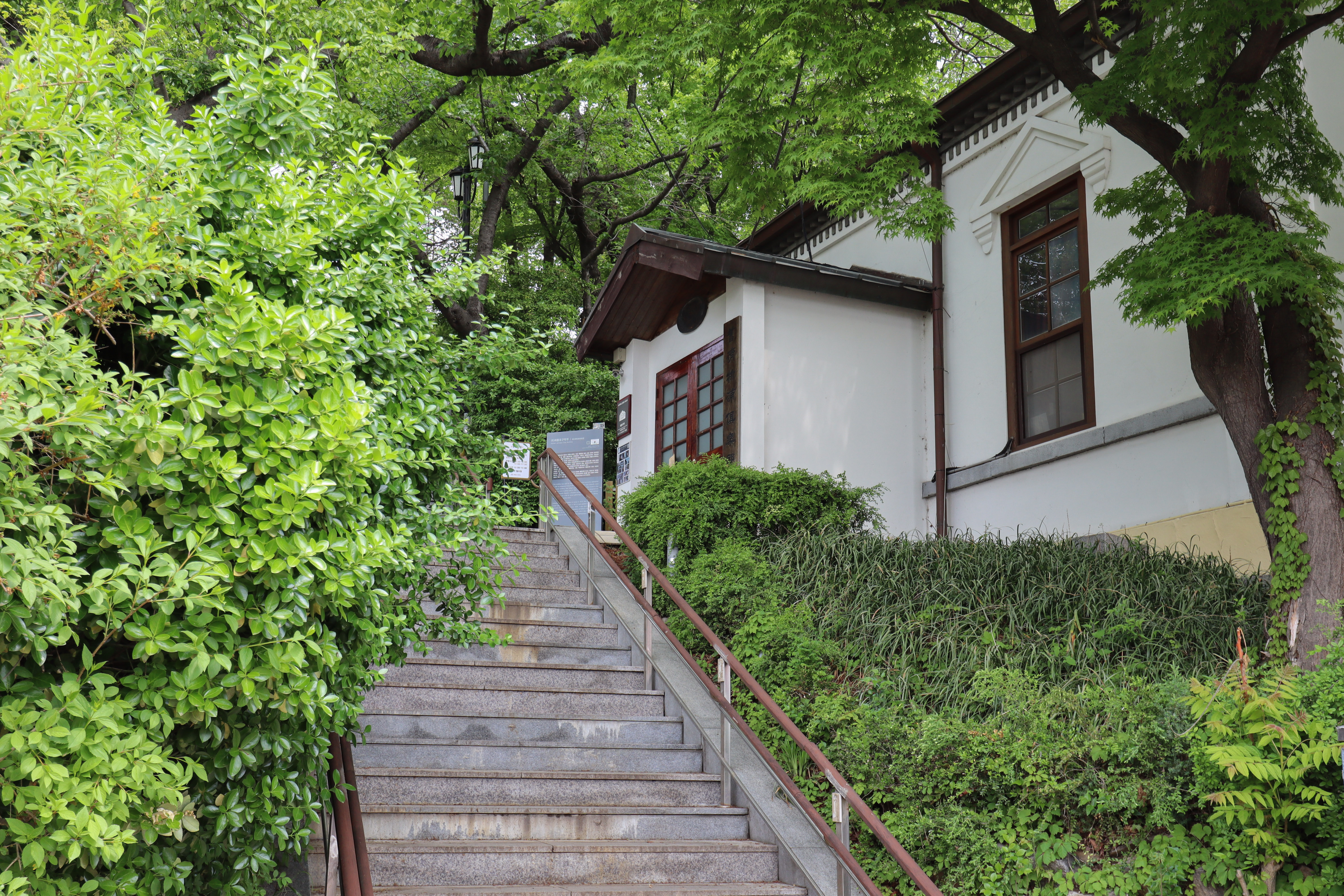
외관
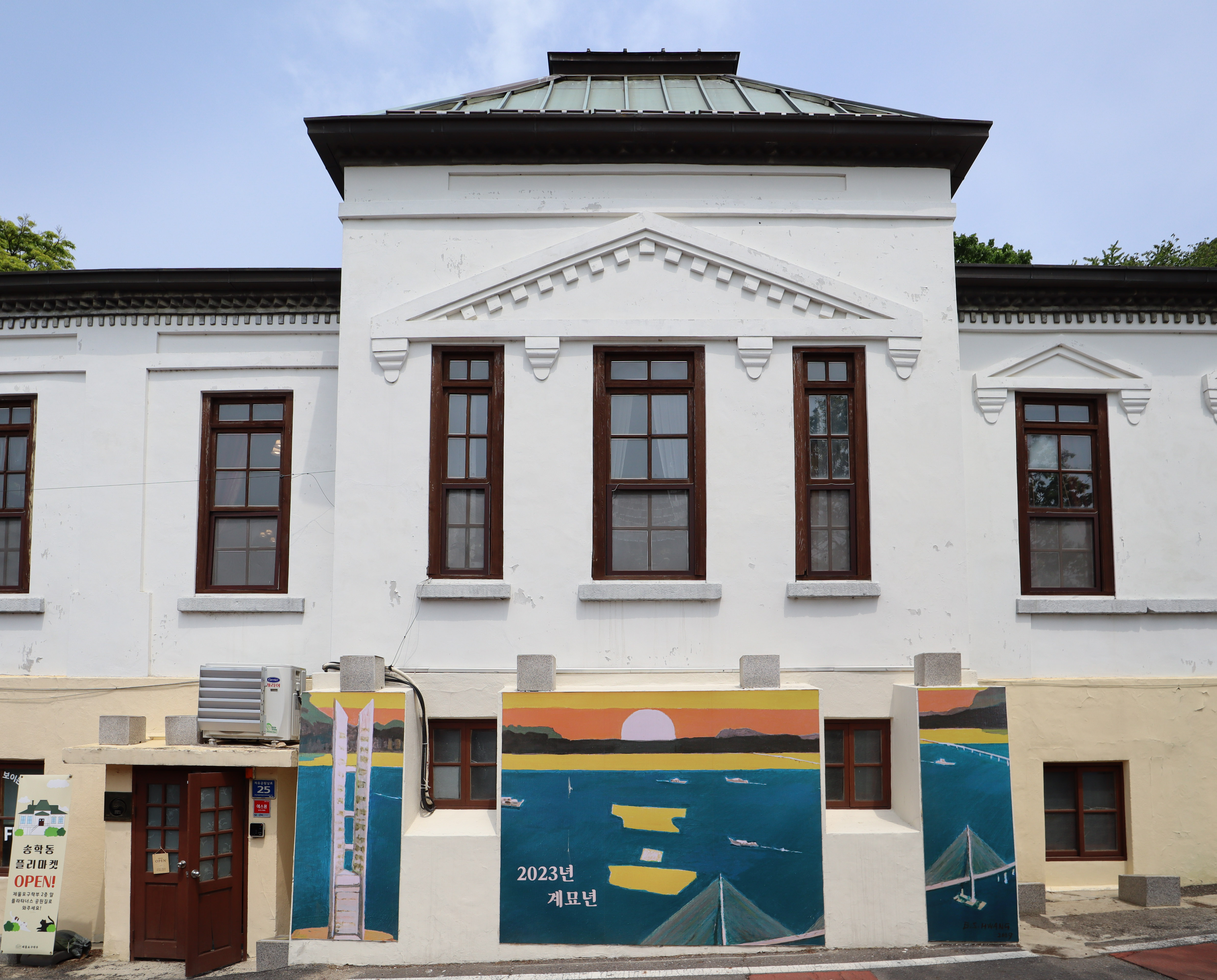
외관
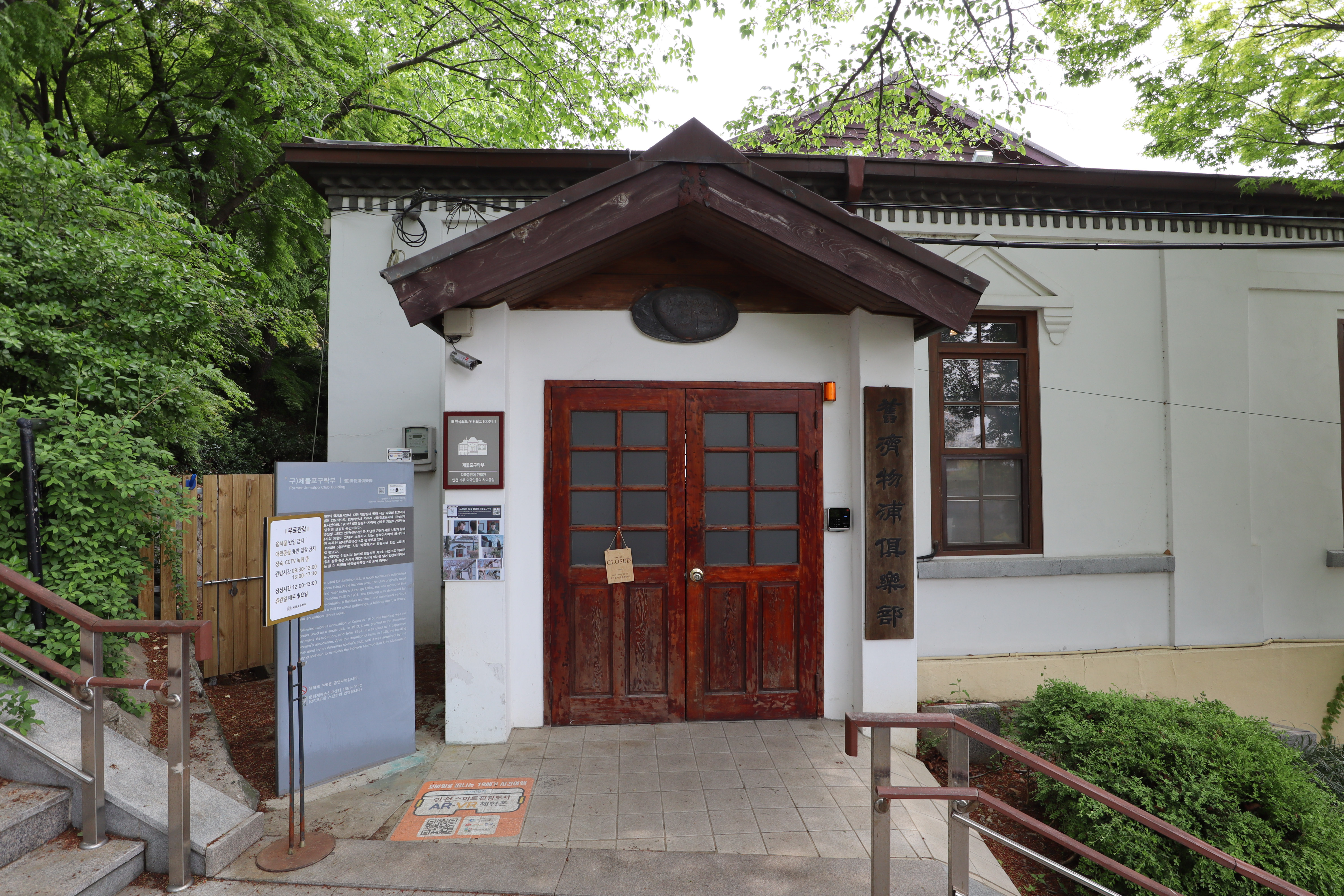
외관
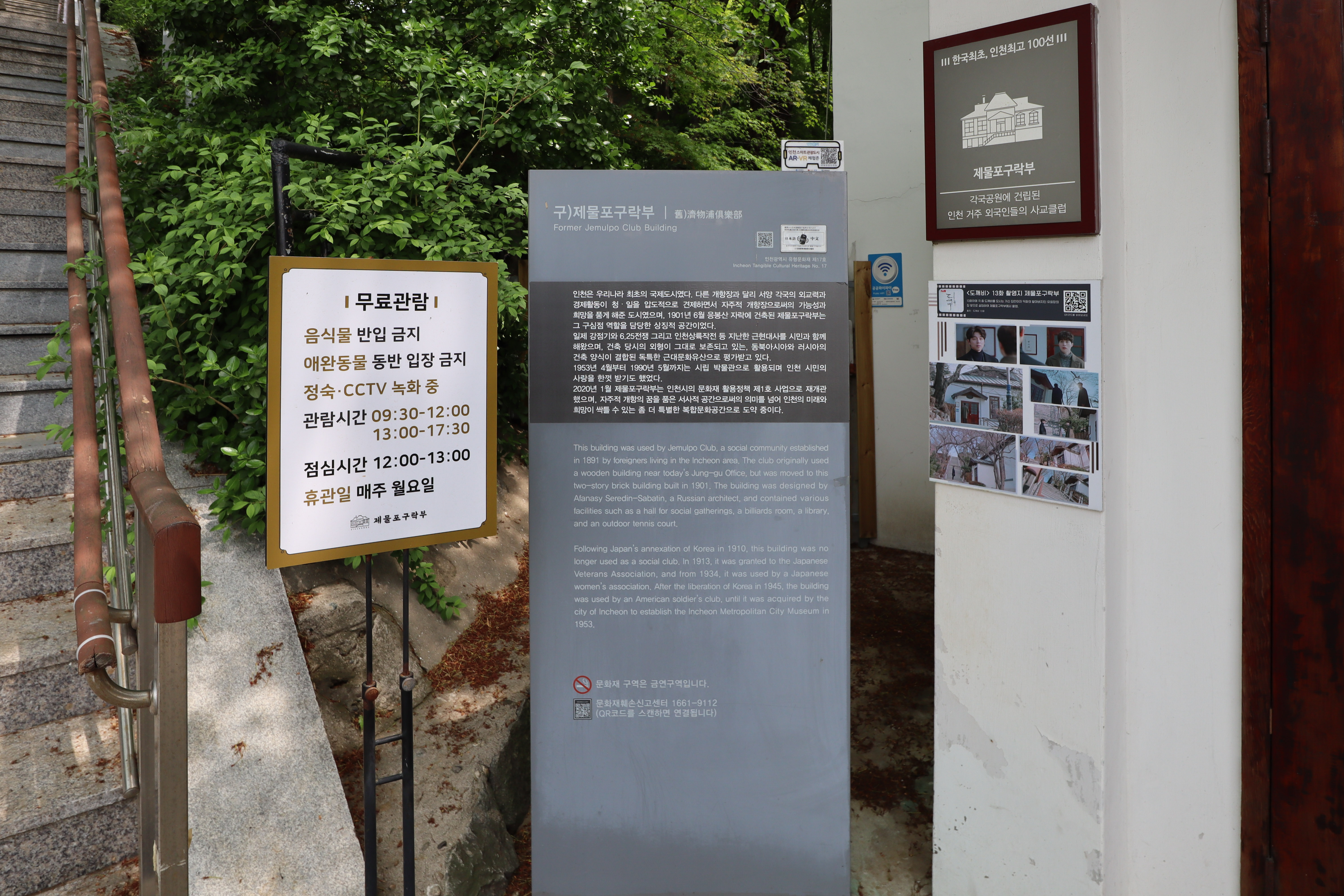
외관
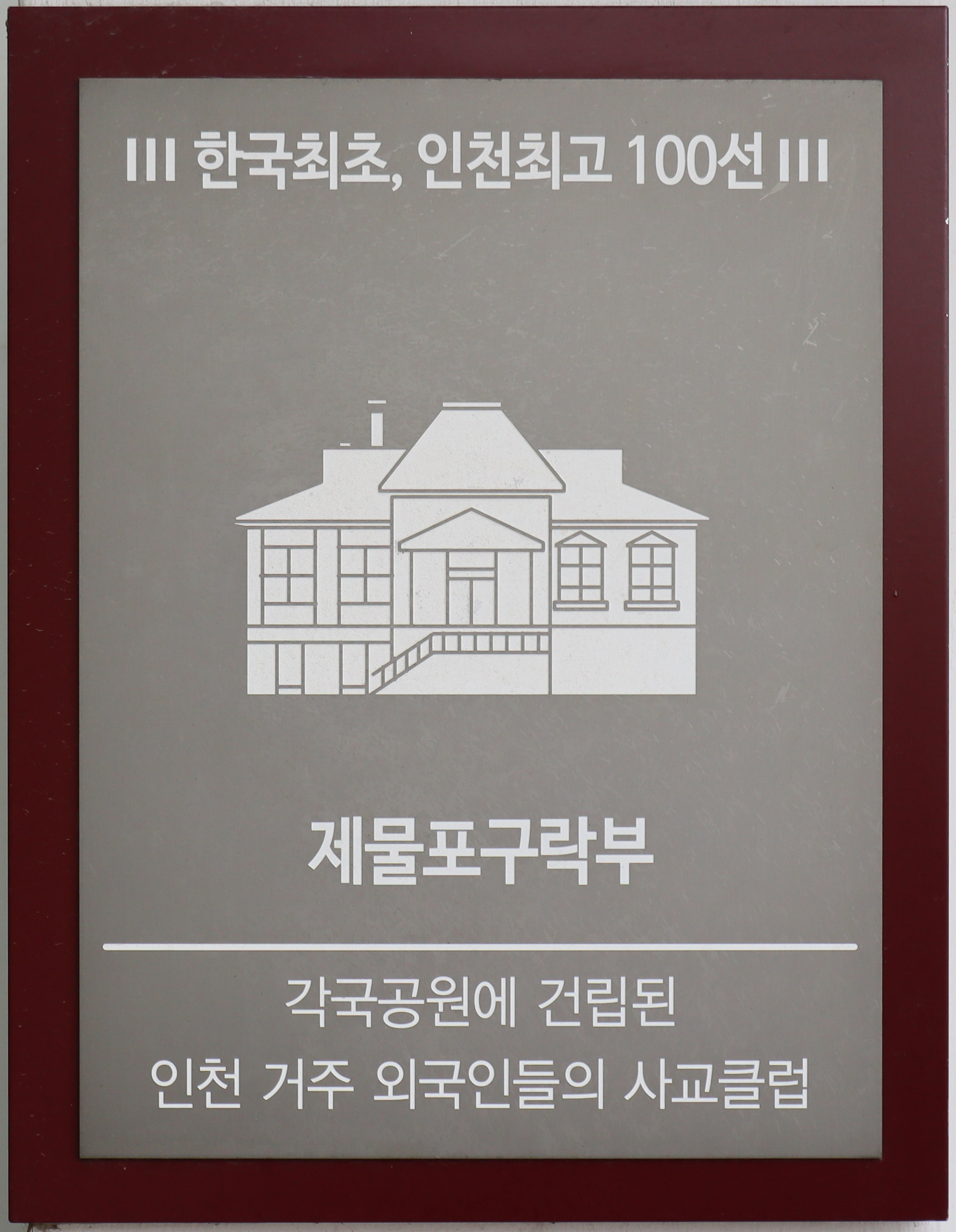
명패
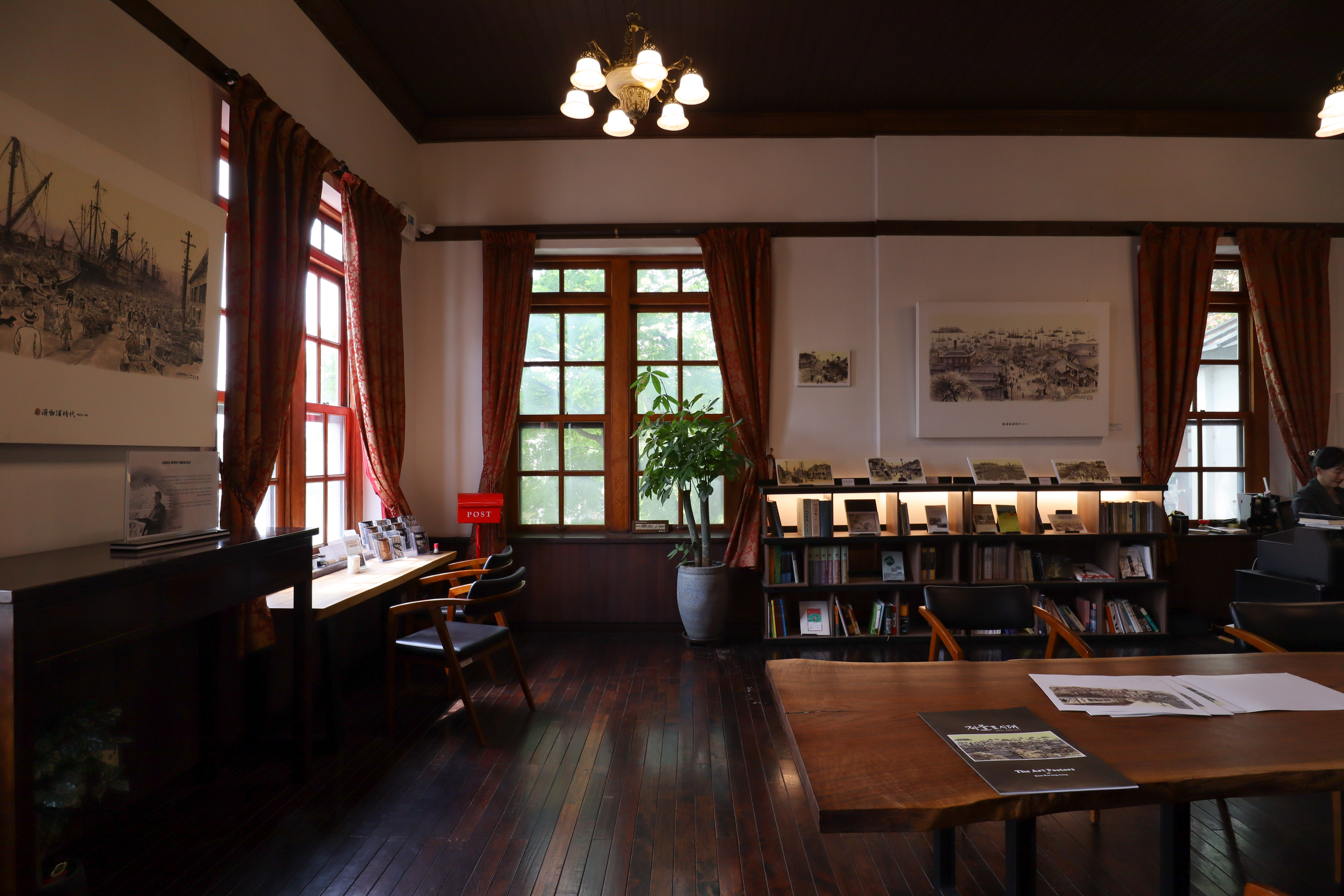
내부
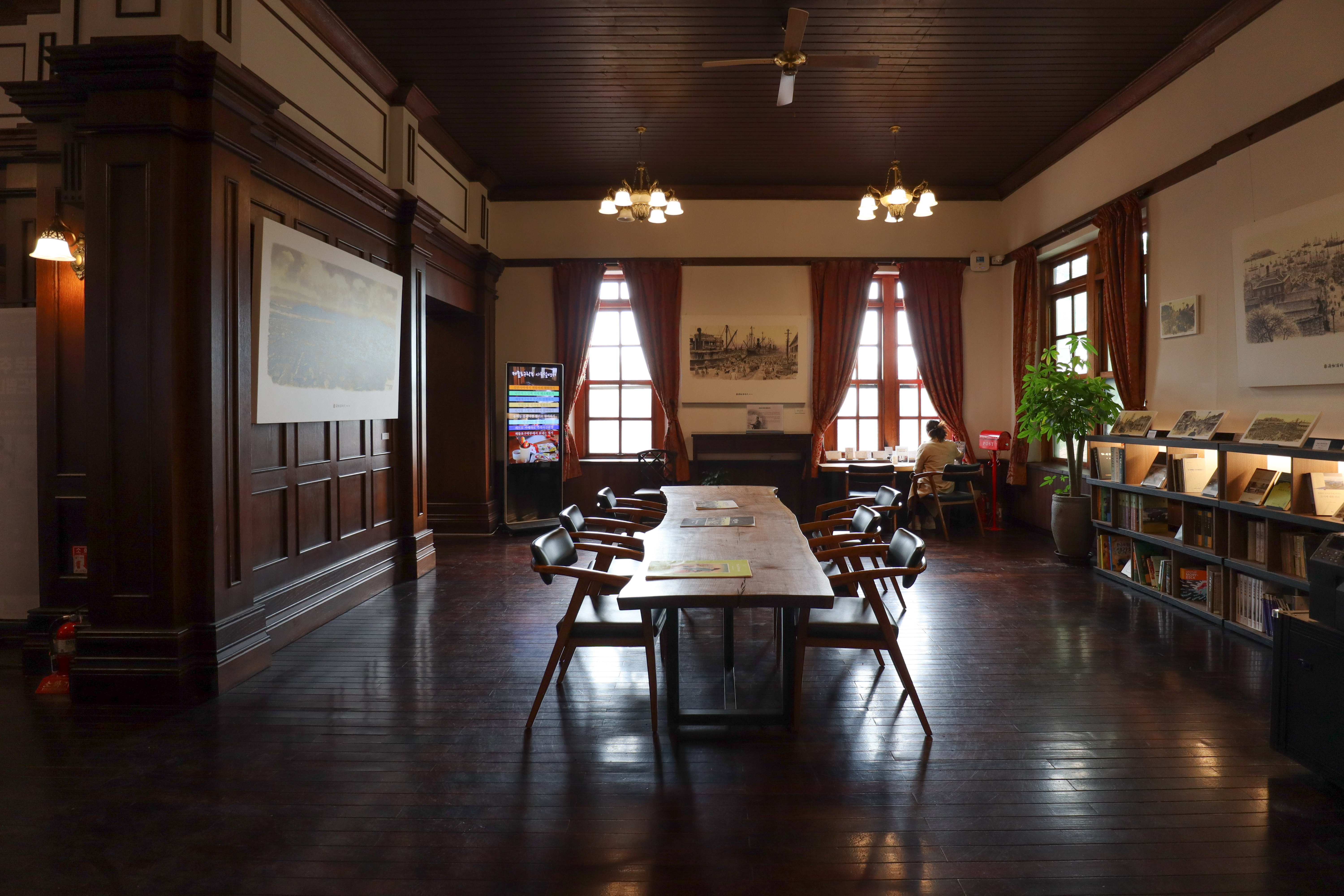
내부
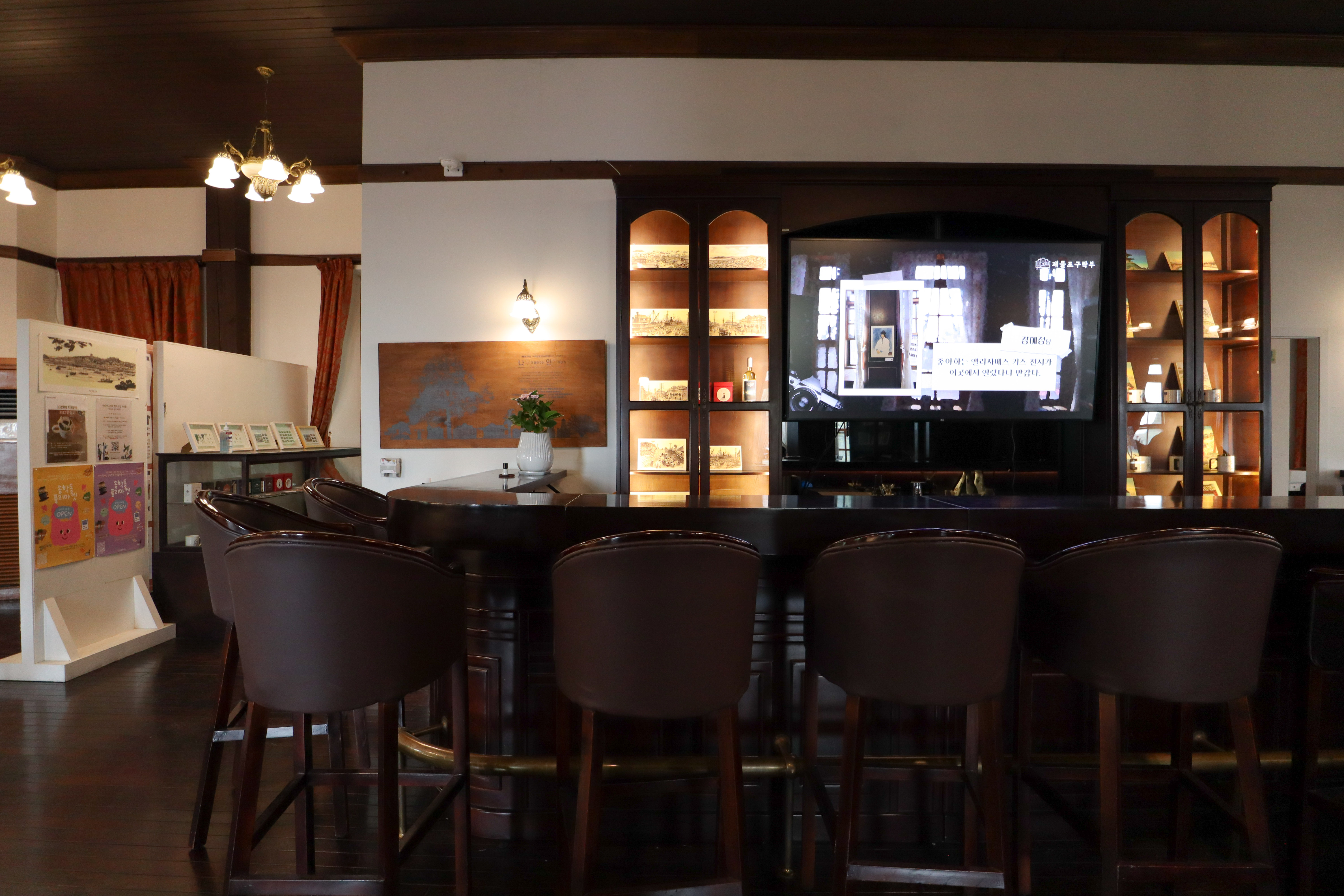
내부
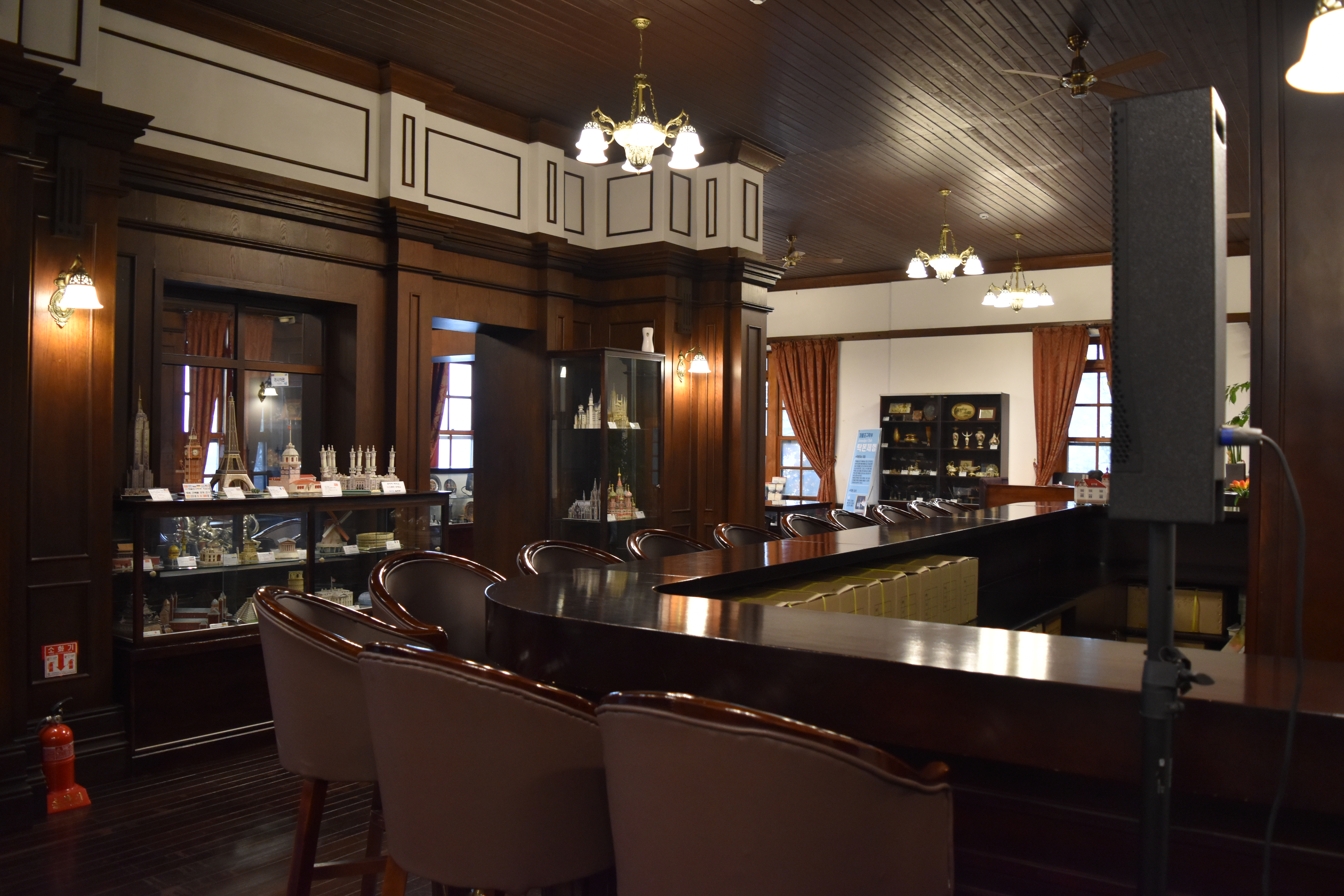
내부
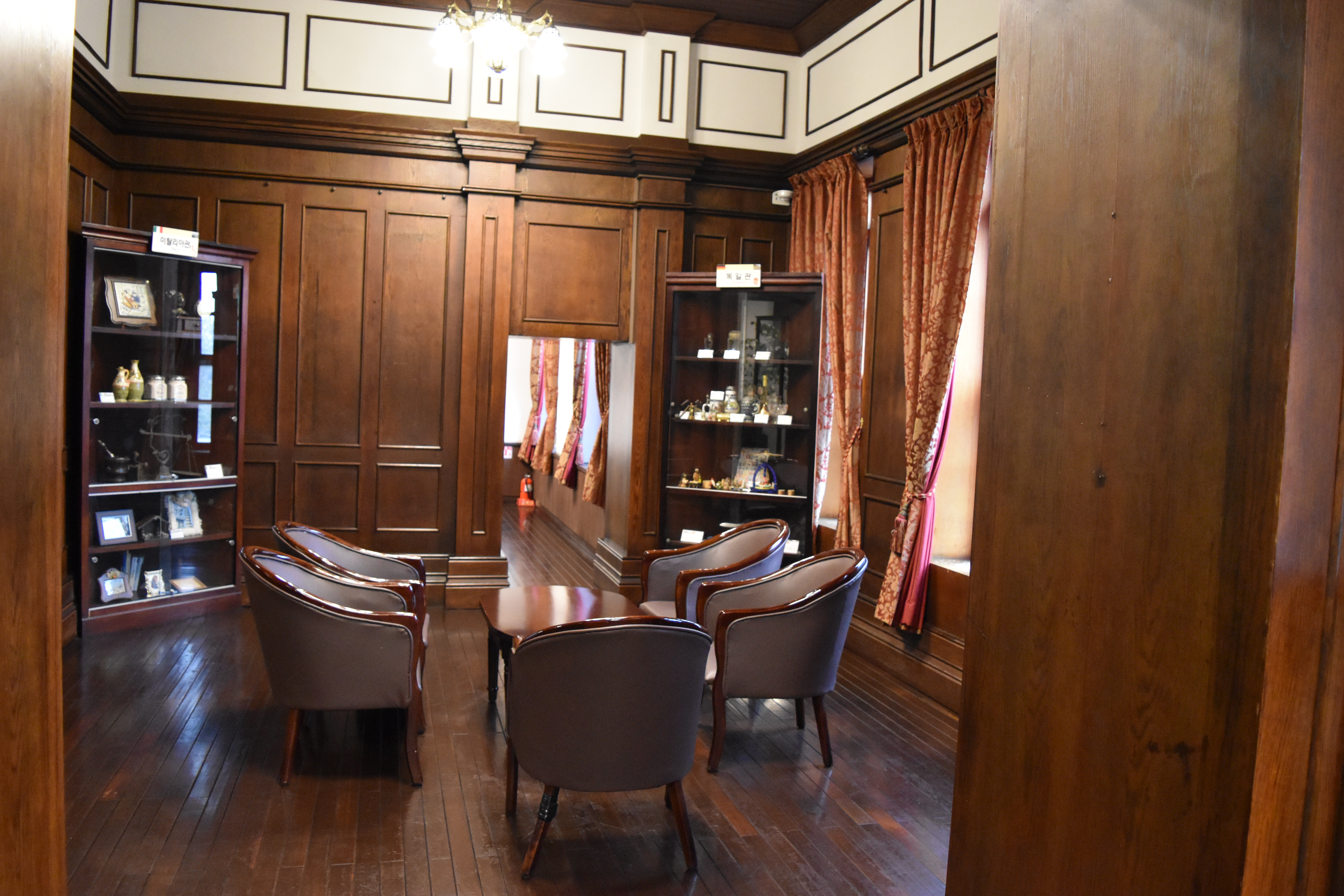
내부